# 徐西盛
徐西盛（1964年4月—），山东新泰人，中国人民解放军火箭军上将。
曾任中国人民解放军空军福州指挥所政委，北京军区空军政治部主任，中部战区空军政治工作部主任。
2017年，任南部战区副政委兼战区空军政委。
2018年2月24日，当选为第十三届全国人大代表。2018年7月，晋升中将军衔。中国共产党第二十届中央委员。
2023年7月，晋升上将军衔，任火箭军政治委员。